# Regionalliga West
De Regionalliga West is een semi-professionele Duitse voetbalcompetitie waaraan clubs uit het westelijk deel van Duitsland deelnemen.

## Geschiedenis
De huidige Regionalliga West is ontstaan in het seizoen 2008/2009 en is op hetzelfde niveau als de andere Regionalliga's Nord en Süd. Eerder was er tussen 1964 en 1974 een Regionalliga West. Bij de invoering van de Bundesliga werden de 5 op dat moment bestaande Oberliga's hernoemd in Regionalliga. Bij de invoering van de 2. Bundesliga werden de Regionalliga's afgeschaft. De Regionalliga werd opnieuw ingevoerd in 1994, als brug tussen de tweede Bundesliga en de op dat moment 10 Oberliga's, maar daarbij werd gekozen voor slechts twee Regionalliga's: Noord en Zuid.

## Niveau
Na de eerste Bundesliga, tweede Bundesliga en derde Liga is het het vierde niveau in Duitsland.

## Promotie/Degradatie

### Promotie
De nummer een van de Regionalliga West promoveert naar de Duitse 3. Liga.

### Degradatie
De drie slechtste teams van het seizoen degraderen naar de Oberliga. Tweede teams van topclubs kunnen maar beperkt promoveren. Als het eerste team in de direct hogere klasse speelt is promotie niet toegestaan.

## Kampioenen en runners-up Regionalliga West
Van 1963 t/m 1974 was de Regionalliga het 2e niveau in Duitsland. Vanaf 2008 het 4e niveau.

(vetgedrukte Teams = promotie)
| Jaar                           | Kampioen                    | Runner-up                   |
| ------------------------------ | --------------------------- | --------------------------- |
| Regionalliga West (1963-1974)  |                             |                             |
| 1963/64                        | Alemannia Aachen            | Wuppertaler SV              |
| 1964/65                        | Borussia Mönchengladbach    | Alemannia Aachen            |
| 1965/66                        | Fortuna Düsseldorf          | Rot-Weiss Essen             |
| 1966/67                        | Alemannia Aachen            | Schwarz-Weiß Essen          |
| 1967/68                        | Bayer 04 Leverkusen         | Rot-Weiss Essen             |
| 1968/69                        | Rot-Weiß Oberhausen         | Rot-Weiss Essen             |
| 1969/70                        | VfL Bochum                  | Arminia Bielefeld           |
| 1970/71                        | VfL Bochum                  | Fortuna Düsseldorf          |
| 1971/72                        | Wuppertaler SV              | Rot-Weiss Essen             |
| 1972/73                        | Rot-Weiss Essen             | Fortuna Köln                |
| 1973/74                        | SG Wattenscheid 09          | Rot-Weiß Oberhausen         |
| Regionalliga West (2008-2012)  |                             |                             |
| 2008/09                        | Borussia Dortmund II        | 1. FC Kaiserslautern II     |
| 2009/10                        | 1. FC Saarbrücken           | Sportfreunde Lotte          |
| 2010/11                        | Preußen Münster             | Eintracht Trier             |
| 2011/12                        | Borussia Dortmund II        | Sportfreunde Lotte          |
| Regionalliga West (2012-heden) |                             |                             |
| 2012/13                        | Sportfreunde Lotte          | Fortuna Köln                |
| 2013/14                        | Fortuna Köln                | Sportfreunde Lotte          |
| 2014/15                        | Borussia Mönchengladbach II | Alemannia Aachen            |
| 2015/16                        | Sportfreunde Lotte          | Borussia Mönchengladbach II |
| 2016/17                        | FC Viktoria Köln            | Borussia Dortmund II        |
| 2017/18                        | KFC Uerdingen 05            | FC Viktoria Köln            |
| 2018/19                        | FC Viktoria Köln            | Rot-Weiß Oberhausen         |
| 2019/20                        | SV Rödinghausen             | SC Verl                     |
| 2020/21                        | Borussia Dortmund II        | Rot-Weiss Essen             |
| 2021/22                        | Rot-Weiss Essen             | SC Preußen Münster          |
| 2022/23                        | SC Preußen Münster          | Wuppertaler SV              |
| 2023/24                        | Alemania Aachen             | 1. FC Bocholt               |
| 2024/25                        | MSV Duisburg                | FC Gütersloh                |

## Zie verder
- Regionalliga Nord
- Regionalliga Nordost
- Regionalliga Südwest
- Regionalliga Bayern

Betaald voetbal: Bundesliga · 2. Bundesliga · 3. Liga · Regionalliga Nord · Regionalliga Nordost · Regionalliga West ·  Regionalliga Südwest · Regionalliga Bayern

Bekervoetbal: DFB-Pokal · Ligapokal · DFB-Supercup · DFB Hallen Pokal

Amateurvoetbal · Duitse voetbalbond · Nationaal elftal · Bondscoaches
1. FC Bocholt ·
MSV Duisburg ·
1. FC Düren ·
Fortuna Düsseldorf II ·
FC Gütersloh ·
Eintracht Hohkeppel ·
1. FC Köln II ·
SC Fortuna Köln ·
Sportfreunde Lotte ·
Borussia Mönchengladbach II ·
Rot-Weiß Oberhausen ·
SC Paderborn 07-II ·
SV Rödinghausen ·
FC Schalke 04 II ·
Türkspor Dortmund 2000 ·
KFC Uerdingen 05 ·
SC Wiedenbrück 2000 ·
Wuppertaler SV